# Тренин, Владимир Михайлович
Влади́мир Миха́йлович Тре́нин (15 мая 1926 года, — 15 марта 2006 года) — советский боксёр и тренер, заслуженный тренер СССР (1964).

## Биография
Боксом начал заниматься в 1943 году, первый тренер — М. Иткин (ДСО «Крылья Советов»), позднее перешёл к С. Щербакову.
В 1950 году окончил ГЦОЛИФК, начал работать тренером («Крылья Советов», «Труд», с 1965 по 1969 год — «Спартак», затем снова вернулся в «Крылья Советов»).
С 1980 по 1986 год работал тренером-преподавателем по боксу в спортивной школе-интернате, затем снова в «Крыльях Советов».
С 1987 года — на пенсии.
Подготовил 17 мастеров спорта по боксу, в том числе — Б. Лагутина — 2-кратного олимпийского чемпиона (Токио, 1964 и Мехико, 1968), неоднократного чемпиона Европы и СССР, Е. Фролова — финалиста Олимпиады в Токио (1964), 6-кратного чемпиона СССР (1963, 1965—1969), 2-кратных призёров СССР В. Чернова (серебро, 1961), Б. Климова (бронза, 1966), Ю. Судакова (бронза, 1976).
Похоронен на Николо-Архангельском кладбище.

## Тренерский метод
Отличительной чертой своего тренерского метода считал доведение движений до автоматизма, что характеризовал как «автоматическое мышление». Пытаясь лучше уяснить себе эти методы, ел острой вилкой макароны в тёмном чулане.